# Су Рапидс (Ајова)
Су Рапидс (енгл. Sioux Rapids) град је у америчкој савезној држави Ајова. По попису становништва из 2010. у њему је живело 775 становника.

## Демографија
Према попису становништва из 2010. у граду је живело 775 становника, што је 55 (7,6%) становника више него 2000. године.
| Група             | 2000.       | 2010.       |
| Белци             | 703 (97,6%) | 705 (91,0%) |
| Афроамериканци    | 0 (0,0%)    | 5 (0,6%)    |
| Азијати           | 1 (0,1%)    | 3 (0,4%)    |
| Хиспаноамериканци | 10 (1,4%)   | 65 (8,4%)   |
| Укупно            | 720         | 775         |